# 逮捕・監禁罪
逮捕・監禁罪（たいほ・かんきんざい）は、刑法220条に規定されている罪。
不法に人を逮捕し、または監禁する行為を内容とする。法定刑は3月以上7年以下の拘禁（組織的な様態の場合は組織的な犯罪の処罰及び犯罪収益の規制等に関する法律（組織的犯罪処罰法）3条1項8号が適用され3月以上10年以下の拘禁）。
逮捕・監禁の結果として傷害または死亡の結果が生じた場合には、逮捕・監禁致死傷罪（刑法221条）に該当する。

## 概説

### 保護法益
本罪は個人的自由に対する罪のうち自由に対する罪の一種であり、場所的移動の自由（人が一定の場所から移動する自由）を保護法益とする。

### 「現実的な自由」と「可能的な自由」
被害者が熟睡や泥酔のために一時的に自由な意思活動を行えない状態にある場合にも客体として保護されるかという点が問題となる。
熟睡している被害者のいる部屋を一時的に外から施錠し、目が覚める前に開錠した場合に監禁罪が成立するのかという事例で議論される。
学説は、現実に移動の意思があるときに移動できる自由という「現実的な自由」が侵害されることが必要とする立場（現実的自由説）と、もしも移動しようと思ったのであれば移動できる自由という「可能的な自由」あるいは「潜在的な自由」の侵害であれば良いとする立場（可能的自由説）が対立している。
現実的自由説は、自由の意識を欠く人の自由を侵害することはできないということを根拠として、現実に被害者の身体・行動の自由が侵害されることが必要であると考える。この説によれば上の事例は、単に鍵をかけただけでは監禁罪は成立せず、被害者が目を覚まし、自分が閉じ込められているという現実的な認識を得た時点から監禁罪が成立することになる。従って、施錠から開錠までの間に被害者が一度も目を覚まさず、自由が侵害されていることを現実には認識しなかった以上、監禁罪は成立しない。
一方、可能的自由説は、客観的に見て人の意思活動の自由を制限する危険があれば足りるとして、被害者が現実に自由を侵害されていると認識することまでは必要がないと述べる。そう考えると上の事例は、仮に「監禁」中に被害者が目を覚まして部屋から出ようとしたら、それが不可能だったのであるから、可能的な自由が侵害されている言える。よって、現実には被害者が監禁の事実を認識しなかったとしても、施錠した時点から監禁罪が成立する。
多数説は可能的自由説であるが、本罪は危険犯ではないなどとして、現実的自由説からの厳しい批判がある。

### 錯誤の問題
被害者が錯誤により、逮捕・監禁されているという事実を認識していない場合に、逮捕・監禁罪が成立するかどうかが争われている。
ここでも、保護法益を「現実的な自由」と見るか「可能的な自由」と見るかにより異なった帰結が導かれ、学説が対立している。
典型例としては、犯人が強姦の意図を隠して被害者を車に乗せたが、被害者は強姦目的だなどとは知らなかったため、降車を要求することもなく、自らが監禁状態にあることを全く認識していなかった、というケースである。
可能的自由説は前述のように、被害者の認識を不要と考える。そのため、被害者が監禁されていると認識していないこのようなケースでも、客観的・社会的に見て監禁と評価できる行為であれば監禁罪の成立を認める。
一方現実的自由説に立てば、被害者が現実的な自由の侵害を認識することが必要なので、このようなケースでは監禁罪は成立しない。もっとも、被害者が監禁されていることに気づき、降車を要求したのにもかかわらず監禁状態を継続すれば、その時点からは監禁罪となる。
これが問題となった事件で判例は、被害者に監禁の認識は必要ないとして、監禁罪の成立を認めている（広島高判昭和51年9月21日刑月8巻9＝10号380頁）。

## 客体
本罪は人の身体・行動の自由を侵害する罪であるから、客体も単に人であるだけでは不十分で、場所的移動の（意思に基づく）能力を有する自然人に限られるとするのが通説的見解である。このような能力を有しない、生まれたばかりの嬰児や意識喪失状態の人などは客体から除外される。この能力は事実的なもので足り、法的に有効な意思能力を前提とする必要まではないと解されている。また、移動の意思を有するものであれば、自力で移動し得なくとも、その意思を他人に伝えてその助けを得て移動し、或いは器械・器具などを自ら利用することによって移動し得ることで足りるので、車椅子で移動することのできる身体障害者なども当然本罪の客体に含まれる。

## 行為
本罪に該当する行為は、逮捕または監禁である。逮捕と監禁は次のように区別されるが、いずれにせよ同一構成要件内の犯罪なので、その区別はそれほど重要ではない。
なお、「不法に」という文言は、正当行為として警官が行う適法な逮捕などは当然除外されるという意味の注意を促す趣旨である。

### 逮捕
逮捕とは、人に暴行などの直接的な強制作用を加えて、場所的移動の自由を奪うことを言う。例えば、両腕を縛っても、場所的移動の自由が侵害されていない場合には、逮捕罪は成立せず、暴行罪などが成立し得るに過ぎない。自由を侵害する手段に法文上特段の制限はないが、場所的移動という「権利の行使を妨害した」ときに成立し得る強要罪（刑法223条）よりも重い法定刑が規定されているところから、場所的移動の自由の侵害は、強要罪の場合（暴行又は脅迫）に比して、より直接的であることを要するものといえる。従って、専ら脅迫を用いる場合について、強要罪ではなく、逮捕罪の成立を肯定するに際しては、慎重を要する。逮捕と言い得るためには、場所的移動の自由を拘束したと認められる程度の時間その拘束が継続する必要がある。単に瞬間的に自由を侵害したに過ぎない場合には、暴行罪が成立し得るにとどまる。

### 監禁
監禁とは、人を一定の限られた場所から脱出することを不可能に、或いは著しく困難にすることによって、場所的移動の自由を制限することを言う。部屋に閉じ込めるなどがその例であり、その中で限られた移動の自由が存在しても、そこから外に移動できない場合には、なお監禁罪の成立を肯定することができる。移動の自由を奪う手段には、逮捕の場合と同様、法文上制限はない（暴行、脅迫、偽計など様々な手段が有り得る。）。
ここで、監禁は、閉所に拘束せずとも、移動や脱出を不可能又は著しく困難にすれば、例えば（関係を持とうという意図のもと）被害者をバイクの後ろに乗せて走るだけでも成立し、更にここで被害者が飛び降りるなどして怪我を負えば監禁致傷罪が成立する。
また、たとえ被害者が自らが監禁されているとの認識を持たなかった場合でも、偽計により生じた錯誤により限られた場所から移動・脱出する事を困難にせしめているのであれば、監禁として成立する。

## 継続犯
本罪は逮捕・監禁の状態を維持している間は犯罪が継続する継続犯である。従って、逮捕・監禁中の被害者の反撃は正当防衛となり得る。
継続犯であるので、多少の時間にわたって逮捕・監禁が継続していることが必要となる。瞬間的に羽交い絞めにして行動の自由を奪っただけであれば暴行罪になるに過ぎない。

## 逮捕・監禁致死傷罪
故意の逮捕・監禁行為から過失により死傷の結果が生じた場合に重く処罰する結果的加重犯である。
被害者が脱出のために高所から飛び降りて死傷した場合や、絶望した被害者が目を離した隙に自殺したような場合に該当する。過失による事が条件となるため、暴行などによる場合は該当せず、それぞれ別々に処断される。
傷害の罪と比較して、重い刑により処断される。具体的には、致傷の場合は「3月以上15年以下の拘禁」、致死の場合は「3年以上の有期拘禁」となる。

## その他加重類型
逮捕・監禁罪の加重類型として、次のようなものがある。
- 特別公務員職権濫用罪（刑法194条）

裁判、検察若しくは警察の職務を行う公務員が、職権を濫用して人を逮捕・監禁した場合。
- 組織的逮捕監禁罪（組織的な犯罪の処罰及び犯罪収益の規制等に関する法律（組織的犯罪処罰法）3条1項8号）
- 人質による強要行為等の処罰に関する法律

逮捕・監禁した人を人質として第三者に行為を要求した場合に重く処罰する。

## 罪数
- 人を逮捕し、引き続いて監禁した場合は、220条の包括的一罪である（最大判昭和28年6月17日刑集7巻6号1289頁）。
- 監禁の機会に行われた暴行・脅迫は、監禁罪に吸収されず、併合罪となる（最判昭和28年11月27日刑集7巻11号2344頁）
- 恐喝の手段として監禁が行われた場合、古い判例では恐喝罪と監禁罪は牽連犯の関係に立つとされていた（大判大正15年10月14日刑集5巻456頁）が、判例変更により、併合罪となるとされた（最判平成17年4月14日刑集59巻3号283頁）。

## 尊属重罰規定の削除
かつては220条2項として尊属に対する逮捕・監禁を重く処罰する尊属重罰規定が置かれていたが、1995年の刑法改正で尊属殺人罪などとともに削除された。
（なお、この尊属逮捕監禁規定が憲法14条に違反しないとしていたものとして、最判昭和33年10月24日刑集12巻14号3392頁などがある。）